# J. N. Langham

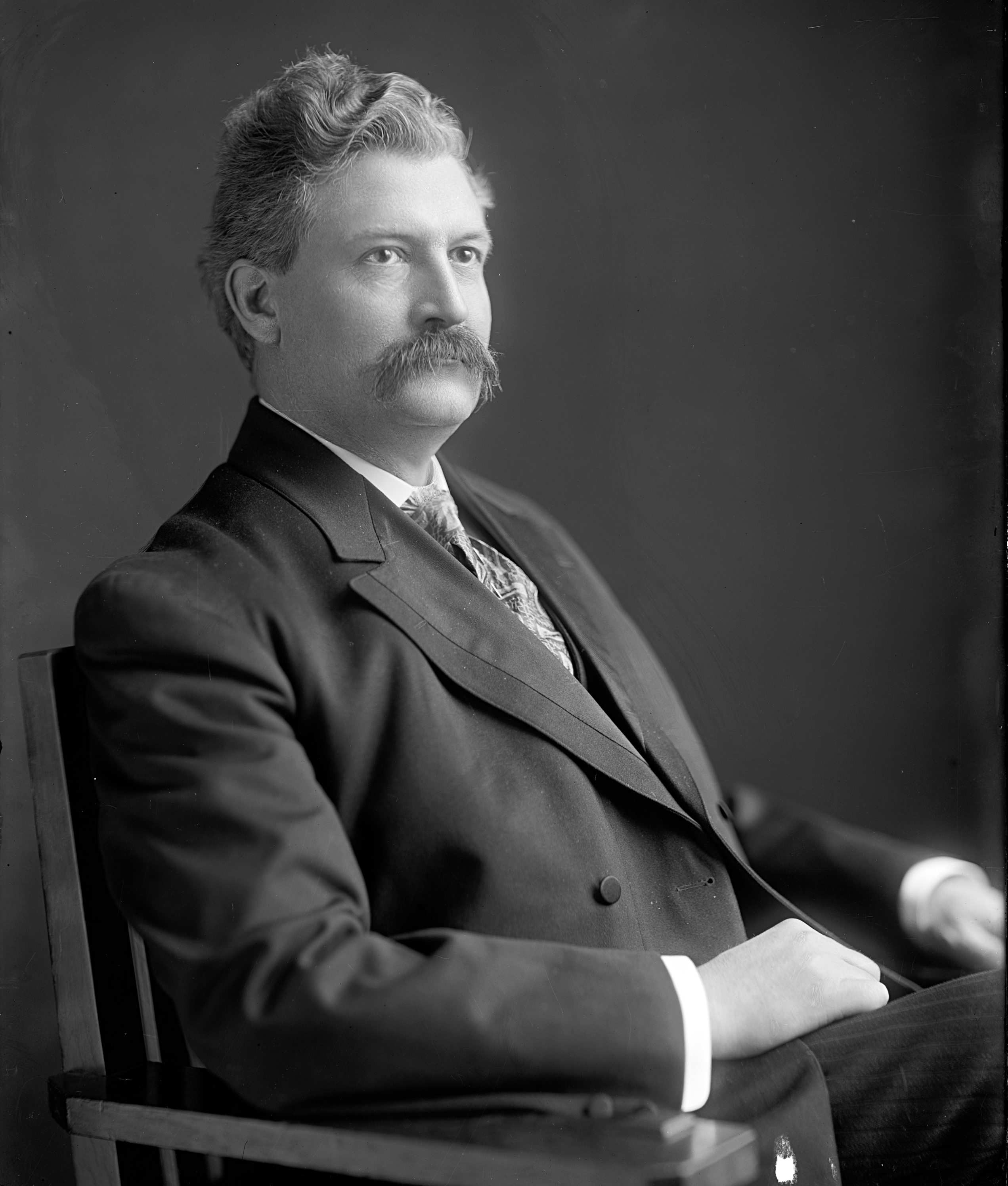
J. N. Langham

Jonathan Nicholas „J. N.“ Langham (* 4. August 1861 bei Hillsdale, Indiana County, Pennsylvania; † 21. Mai 1945 in Indiana, Pennsylvania) war ein US-amerikanischer Politiker. Zwischen 1909 und 1915 vertrat er den Bundesstaat Pennsylvania im US-Repräsentantenhaus.

## Werdegang
J. N. Langham besuchte die öffentlichen Schulen seiner Heimat und danach bis 1882 die State Normal School in der Stadt Indiana. Zwischenzeitlich arbeitete er als Lehrer. Nach einem anschließenden Jurastudium und seiner 1888 erfolgten Zulassung als Rechtsanwalt, begann er in Indiana in diesem Beruf zu arbeiten. In den Jahren 1892 und 1893 war er dort Posthalter. Von 1898 bis 1904 fungierte er als stellvertretender Bundesstaatsanwalt für den westlichen Teil Pennsylvanias. Danach arbeitete er zwischen 1904 und 1909 für die Revisionsbehörde seines Staates (Auditor General’s Department).
Politisch wurde Langham Mitglied der Republikanischen Partei. Bei den Kongresswahlen des Jahres 1908 wurde er im 27. Wahlbezirk von Pennsylvania in das US-Repräsentantenhaus in Washington, D.C. gewählt, wo er am 4. März 1909 die Nachfolge von Joseph Grant Beale antrat. Nach zwei Wiederwahlen absolvierte er bis zum 3. März 1915 drei Legislaturperioden im Kongress. Während seiner Zeit im Kongress wurden im Jahr 1913 der 16. und der 17. Verfassungszusatz ratifiziert. 1914 verzichtete er auf eine weitere Kongresskandidatur.
Im Jahr 1915 wurde Langham Richter am Berufungsgericht im 40. Gerichtsbezirk des Staates Pennsylvania. Dieses Amt bekleidete er bis Januar 1936. Danach zog er sich in den Ruhestand zurück. Er starb am 21. Mai 1945 in Indiana, wo er auch beigesetzt wurde.